# فرنسيسكو راميريز دي مدريد
فرنسيسكو راميريز دي مدريد (بالإسبانية: Francisco Ramírez de Madrid)‏ هو عسكري إسباني، ولد في 1445 في مدريد في إسبانيا، وتوفي في 17 مارس 1501 في Sierra Bermeja ‏ في إسبانيا.